# 순흥도호부 유물
순흥도호부 유물(順興都護府 遺物)은 대한민국 경상북도 영주시 순흥면, 소수박물관에 보관하고 있는 조선시대의 유물이다. 2007년 1월 8일 경상북도의 문화재자료 제516호로 지정되었다.

## 개요
유물 중 관인(官印)은 청동주물로 만들어진 것으로 크기는 6cm×6cm이며 순흥부인(順興府印)이라고 양각되어 있다. 유물의 상태나 크기로 보아 순흥부가 복치(复置)된 이후에 만들어진 것으로 추정된다. 또한 순흥도호부 관련 2점의 현판(懸板)은 일부 파손되기는 하였으나 보존 상태가 양호하며 제작시기는 조선초기일 가능성이 있다. 조선 초기에 만들어진 초기 관아의 현판이 많이 남아 있지 않고, 조선시대의 관인도 거의 남아 있지 않다.

## 지정 내역
| 지정 목록       | 명칭            | 재료 | 구조·형식·형태 | 규격(cm) | 수량 | 기타특징                            |
| --------------- | --------------- | ---- | -------------- | -------- | ---- | ----------------------------------- |
| 文化財 資料 516 | 順興都護府 遺物 | 3點  | 3點            | 3點      | 3點  | 3點                                 |
| -1)             | 職印            | 靑銅 | 府使 직인      | 6 × 6    | 1點  | ‘順興府印’ 양각 순흥부 복치 후 제작 |
| -2)             | 懸板            | 木材 | 관아 현판      | 160 × 35 | 1點  | ‘興州都護府□□’ 조선초기 제작        |
| -3)             | 懸板            | 木材 | 관아 현판      | 180 × 72 | 1點  | ‘鳳棲樓’ 조선초기 제작              |

## 참고 자료
- 순흥도호부 유물 - 국가유산청 국가유산포털